# نقطه صفر زمین

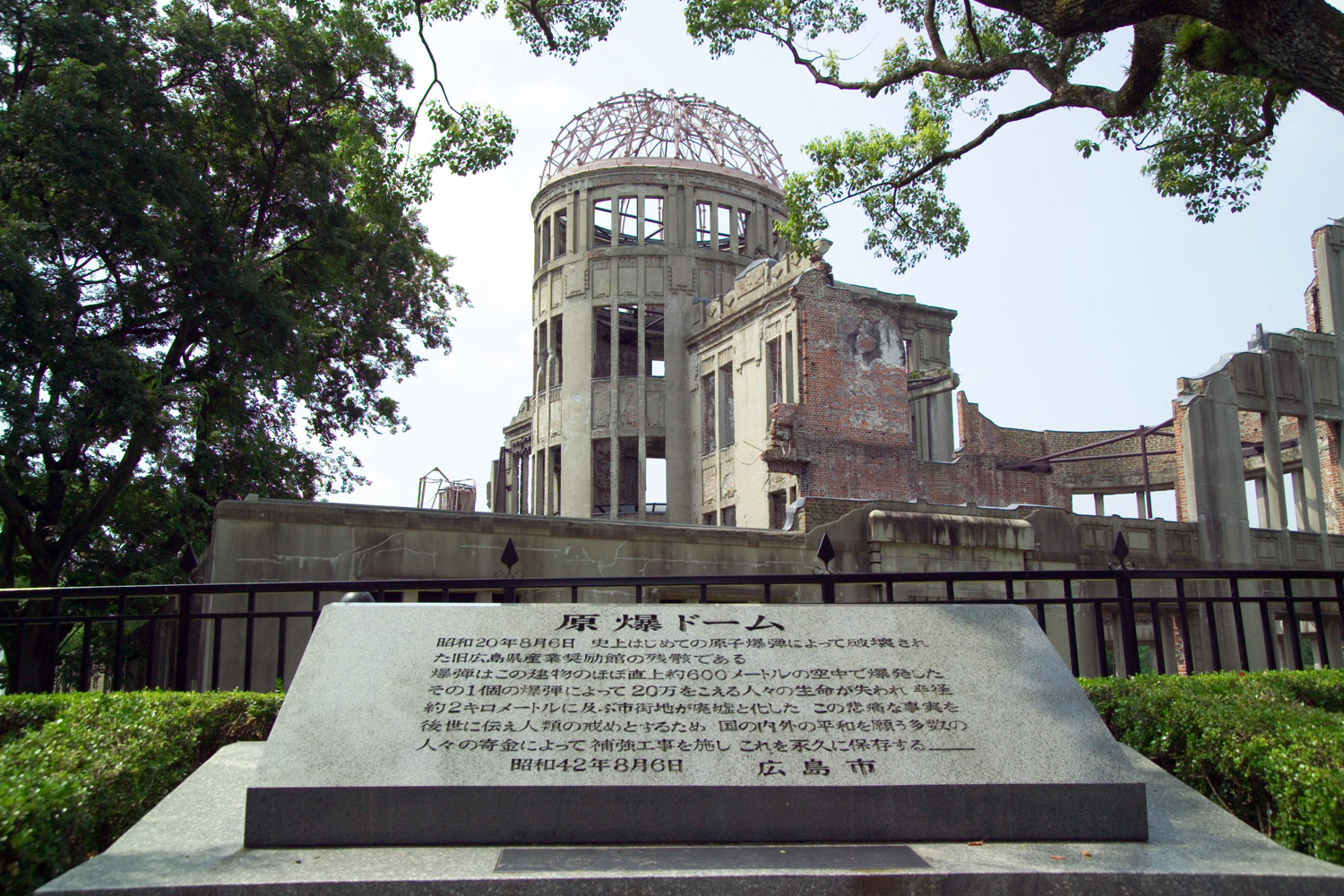
یادمان صلح هیروشیما که نقطه صفر زمین در زمان بمباران اتمی هیروشیما بود و به همین دلیل کامل از بین نرفت

از نظر انفجارهای هسته ای و سایر بمب‌های بزرگ، اصطلاح «نقطه صفر زمین» (همچنین به عنوان «نقطه صفر سطح» شناخته می‌شود) نقطه ای از سطح زمین را که نزدیک به یک انفجار است، توصیف می‌کند. در صورتی که انفجار بالای سطح زمین اتفاق افتد، صفر زمین به نقطه ای از زمین که مستقیماً زیر انفجار هسته ای است اشاره می‌کند و گاهی اوقات «مرکز فشار خون» نیز نامیده می‌شود.
معمولاً اصطلاح «نقطه صفر زمین» نیز در رابطه با زمین لرزه، همه‌گیری و سایر بلایای مورد استفاده قرار می‌گیرد تا نقطه شدیدترین آسیب یا ویرانی را مشخص کند. این اصطلاح از اصطلاح نقطه صفر متمایز است زیرا دومی می‌تواند در هوا، زیر زمین یا زیر آب واقع شود.

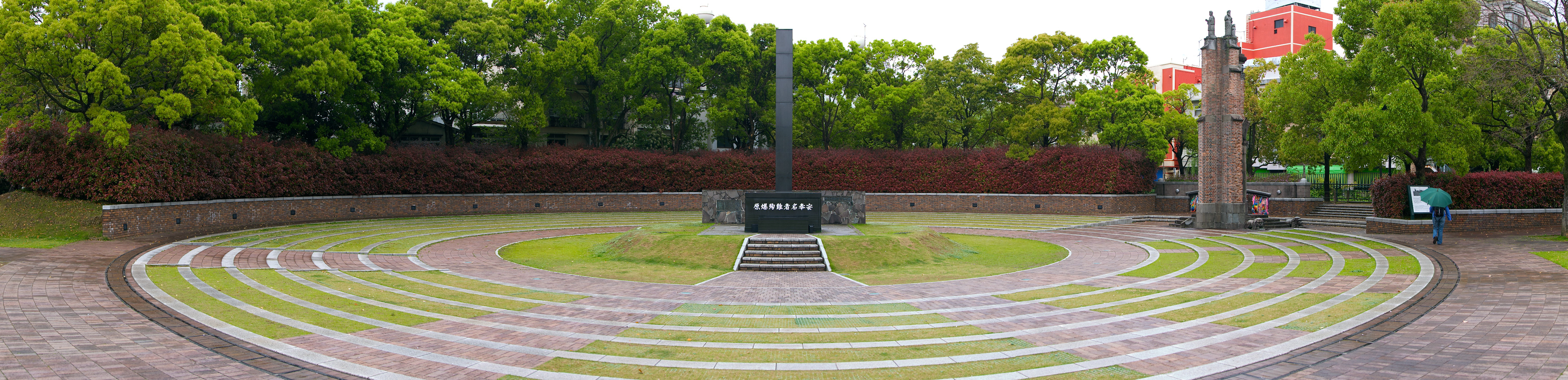
بنای یادبود در نقطه صفر زمین بمباران اتمی ناگاساکی